# Fairview (Alberta)
Fairview è un comune (town) del Canada, situato nella regione settentrionale dell'Alberta.